# Remy LaCroix
Remy LaCroix (ur. 26 czerwca 1988 w Pittsburg) – amerykańska aktorka pornograficzna.

## Życiorys

### Wczesne lata
Urodziła się w Pittsburg w stanie Kalifornia. Wychowywała się w San Francisco. W szkole średniej śpiewała w chórze. W wieku szesnastu lat podjęła swoją pierwszą pracę w lokalnym sklepie spożywczym. Była tancerką w amatorskim zespole, którego występy obejmowały taniec ognia, tańce na powietrznym jedwabiu i hula-hoop, zarówno na festiwalu Burning Man, jak i na różnych festiwalach muzycznych. 

### Kariera
W grudniu 2011, rozpoczęła pracę w przemyśle rozrywkowym dla dorosłych. Jej pierwszym występem przed kamerą była scena gang bang na stronie Kink.com. Wśród firm, w których pojawiła się były: Evil Angel, Mile High, Smash Pictures, Elegant Angel, Digital Sin i West Coast Productions. Pracowała dla Kink.com, w scenach BDSM z Ramónem Nomarem, Mr. Pete, Jamesem Deenem i Nacho Vidalem. 
W połowie 2012 LaCroix porzuciła pracę w branży porno. Jednak ostatecznie powróciła do występów w filmach dla dorosłych w listopadzie 2012. 
W 2013 wygrała nagrody AVN i XRCO dla najlepszej nowej gwiazdy.
Za rolę Mimi w melodramacie Torn (2012) była nominowana do AVN Award, XBIZ Award i XRCO Award w kategorii „Najlepsza aktorka” i „Najlepsza scena seksu chłopak/dziewczyna” ze Stevenem St. Croixem.
Spotykała się z DJ-em Zackiem The Ripperem.

## Wybrana filmografia
| Rok  | Tytuł                    | Rola                | Reżyser         |
| ---- | ------------------------ | ------------------- | --------------- |
| 2013 | Kink (film dokumentalny) | w roli samej siebie | Christina Voros |

## Nagrody i wyróżnienia
| Rok  | Nagroda                   | Kategoria                                                 | Film                           | Pozostali wykonawcy                                 |
| ---- | ------------------------- | --------------------------------------------------------- | ------------------------------ | --------------------------------------------------- |
| 2013 | Miss BangBros             | Księżniczka analna                                        | –                              | –                                                   |
| 2013 | Spank Bank Award          | Debiutantka roku                                          | –                              | –                                                   |
| 2013 | Spank Bank Award          | Zły tyłek brunetki roku                                   | –                              | –                                                   |
| 2013 | AVN Award                 | Najlepsza nowa gwiazdka                                   | –                              | –                                                   |
| 2013 | AVN Award                 | Najlepsza złośnica                                        | Remy (2012)                    | Lexi Belle                                          |
| 2013 | Galaxy Award              | Najlepsza nowa wykonawczyni (Ameryka)                     | –                              | –                                                   |
| 2013 | Sex Award                 | Porn’s Perfect Girl/Girl Screen Couple                    | –                              | Riley Reid                                          |
| 2013 | TLA RAW Award             | Najlepsza debiutantka                                     | –                              | Riley Reid                                          |
| 2013 | XBIZ Award                | Najlepsza aktorka w realizacji o tematyce w parach        | Torn (2012)                    | –                                                   |
| 2013 | XCritic Fans Choice Award | Najlepsza nowa gwiazdka                                   | –                              | –                                                   |
| 2013 | XRCO Award                | Nowa gwiazdka                                             | –                              | –                                                   |
| 2014 | AVN Award                 | Najlepsza scena seksu dziewczyna/dziewczyna               | Girl Fever (2013)              | Riley Reid                                          |
| 2014 | AVN Award                 | Najlepsza scena triolizmu (dziewczyna/dziewczyna/chłopak) | Remy 2 (2013)                  | Riley Reid i Manuel Ferrara                         |
| 2014 | AVN Award                 | Najlepsza aktorka                                         | The Temptation of Eve (2013)   | –                                                   |
| 2014 | XBIZ Award                | Najlepsza aktorka                                         | The Temptation of Eve (2013)   | –                                                   |
| 2014 | XRCO Award                | Najlepsza aktorka                                         | The Temptation of Eve (2013)   | -                                                   |
| 2014 | XRCO Award                | Wykonawczyni roku                                         | –                              | –                                                   |
| 2014 | NightMoves Award          | Najlepsza wykonawczyni                                    | –                              | –                                                   |
| 2015 | Spank Bank Award          | Zły tyłek brunetki roku                                   | –                              | –                                                   |
| 2015 | AVN Award                 | Najlepsza scena seksu dziewczyna/dziewczyna               | Gabi Gets Girls (2014)         | Gabriella Paltrova                                  |
| 2016 | Spank Bank Award          | Najbardziej urocza dziwka                                 | –                              | –                                                   |
| 2023 | XBIZ Award                | Najlepsza scena seksu — pierwszy występ w karierze        | Remy’s Back With a Bang (2022) | Dante Colle, Damon Dice, Tommy Pistol i John Strong |